# Terminator (personaje)
Los terminators o también exterminadores son robots autónomos humanoides de ficción, de la franquicia homónima creada por James Cameron, concebidos como soldados virtualmente indestructibles en el campo de batalla. Son los asesinos predilectos de Skynet para acabar con sus objetivos.

## Creación y concepto
James Cameron, en ese entonces un joven y prometedor director de cine, se encontraba en un hotel en Roma con fiebre alta y mareos. Esa misma noche, Cameron tuvo una pesadilla en la que un robot similar a un esqueleto emergía de una bola de fuego. Al despertarse, realizó esbozos de lo que hoy en día se reconoce como el terminator y lo incluyó en el argumento de su nueva película.
Cameron presentó su visión de máquina asesina por primera vez en su película The Terminator en 1984, que fue un éxito de taquilla, como un único cyborg llamado propiamente Terminator, interpretado por Arnold Schwarzenegger. Más adelante, cuando Cameron transformó su película en una saga, fue presentando con cada nuevo filme a nuevos modelos de terminators, identificándolos con nuevas características y nombres.

## Características
Los terminators son «organismos cibernéticos» muy resistentes en combate y diseñados para la infiltración y el asesinato. Su versatilidad va desde la imitación de voz, maestría en diversas tácticas de combate y armamento, velocidad y fuerza superior a un humano y capacidad de aprendizaje casi infinita, llegando, incluso, a comprender a profundidad las emociones humanas. Esto último es también una gran debilidad, ya que cualquier terminator que entable contactos con algún humano y se mezcle con sus costumbres y entorno, se volverá de cierta manera más humano y limitará su eficiencia.
Sus características físicas son su estructura metálica interna presente en la mayoría de los terminators, con excepción de los modelos T-1000, T-1001, T-3000 y T-5000 que poseen diversas habilidades extras, así como una cobertura externa de caucho (modelos T-600 y T-700), tejido orgánico (modelos T-7RPI, T-800, T-850, T-888 y T-900) y aleación polimimética (modelos T-X, Rev-7 y Rev-9).

### Esqueleto metálico
El endoesqueleto metálico es el rasgo más identificable del terminator. A grandes rasgos recuerda a un esqueleto humano, con la excepción de la T-X. Una poderosa red de servomecanismos hidráulicos provee al terminator una fuerza sobrehumana, a su vez, su aleación de coltán lo hace invulnerable a temperaturas extremas, ya sea frío o calor. Esta aleación también lo hace resistente, pero no inmune, a las armas de fuego del siglo XX, choques a través de paredes intactas y explosiones de cierto grado.

### CPU y fuente de energía
La CPU de un terminator es un superordenador de inteligencia artificial con un procesador de aprendizaje a temperatura ambiente. Este sistema de aprendizaje, según el T-800, le permite descubrir más sobre los humanos. Según el T-800, «cuanto más en contacto esté con humanos, más aprende», aunque Skynet desactiva esta habilidad para evitar que los terminators «aprendan demasiado». Skynet, para evitar que los terminators caídos sean capturados y reprogramados, construye los chips con un compuesto de fósforo que los vuelve inútiles cuando entra en contacto con el aire.
Un terminator puede funcionar por 120 años con sus celdas de poder al máximo, su fuente de energía son dos baterías de hidrógeno que se vuelven inestables al romperse y provocan una explosión que acabaría con el propio terminator, de no ser retiradas a tiempo. Si el terminator pierde sus dos baterías, inmediatamente buscará una fuente de energía alternativa que transforma el calor del ambiente en energía. La T-X incorpora una nueva fuente de energía, un reactor de fusión en su pecho, que cumple las mismas funciones que las baterías de hidrógeno.

### Tejido orgánico y aleación polimimética
El tejido orgánico es la cubierta de los terminators. Se cultiva artificialmente en máquinas especializadas, aunque varios modelos de terminator han demostrado que pueden desarrollarla por sí mismos. A diferencia de la piel de caucho de los modelos T-600, este tejido artificial le otorga al terminator realismo humano, ya que son capaces de sudar, sangrar, respirar, etc. Aunque el tejido tiene la cualidad de sangrar, jamás se lo ve sangrar de forma abundante, incluso en cortes de mayor gravedad. Según comentarios de James Cameron, un terminator debe comer y respirar para mantener el tejido con vida, de lo contrario, empezaría a descomponerse. Gracias a un proceso de fábrica, el tejido orgánico sana aceleradamente, incluso con heridas graves como pérdida de tejidos, y es capaz de envejecer.
Con la salida de los T-1000 y T-1001 el tejido orgánico ahora puede sustituirse con una aleación polimimética inteligente que, gracias a nano máquinas, es capaz de alterar la apariencia externa del terminator e, incluso, copiar la textura de otras superficies hasta la piel humana y sus características (excepto el sangrado). La versatilidad de esta aleación permite incluso construir un terminator enteramente de este material sin necesidad de incluir un endoesqueleto metálico. Otros modelos como T-X, Rev7 y Rev-9 disponen tanto de endoesqueleto metálico como de aleación polimimética, pero aun manteniendo las características de los anteriores modelos.
En el T-3000 el tejido orgánico y la aleación polimimética ya es remplazada por partículas o materia en fase máquina capaz de regenerarse bastante rápido, que incluye las características de los anteriores exterminadores, pero también más fuerza y más resistencia. En el T-5000 las partículas son ionizadas haciéndose más difícil encontrar una forma de acabar con el.

## Modelos
Con la salida de nuevas películas, nuevos modelos de terminators son incluidos. Más modelos aparecen en derivaciones, ampliando aún más la gama de terminators.

### T-1
El prototipo de robot de combate T-1 es el primer terminator en existir. Fue desarrollado por el ejército estadounidense con el objetivo de sustituir a los soldados convencionales y evitar de este modo bajas humanas. Estos modelos no fueron creados por Skynet, contrariamente a lo dicho en las dos primeras entregas, en las que se afirmaba que los terminators fueron un invento de Skynet. A diferencia de sus sucesores, el T-1 carece de inteligencia artificial, debe ser controlado a distancia y no posee aspecto humano. Se asemeja a un pequeño tanque con un blindaje de kevlar, sensores ópticos para moverse en el entorno y dos cañones de tipo Gatling acoplados en los brazos. Los T-1 aparecen siendo controlados por la T-X en Terminator 3: La rebelión de las máquinas.

### T-7RPI (Marcus Wright)
El prototipo de androide de infiltración T-7RPI también conocido como Marcus Wright es un modelo mejorado de terminator, siendo el primer terminator creado para el espionaje, y el único en ser creado a partir de una base humana (híbrido). Su endoesqueleto mecánico fue modificado para alojar órganos humanos, y su fuente de energía no se basa en baterías de hidrógeno, sino en un corazón humano modificado que le proporciona la suficiente energía para mantenerse activo. Su cerebro también es humano pero posee diversos implantes, entre ellos, un chip adicional que le permite a Skynet controlarlo de manera más sutil, a diferencia de otros terminators, manteniendo, sin embargo, su personalidad humana original. Marcus Wright fue interpretado por Sam Worthington en Terminator Salvation.

### T-100
Similar al T-1, aunque ligeramente menos voluminoso y con una novedosa cobertura de titanio. Aparecen como unidades de infantería en Terminator Salvación.

### T-600
El T-600 representó el primer paso en la línea de terminators inteligentes. El T-600 esta compuesto de un endoequeleto de una aleación inferior al T-800 y va equipado con dos cañones rotativos en sus brazos. Su diseño es muy robusto, lo que lo hace temible en el campo de batalla, pero posee múltiples fallos. El más grave es el motor expuesto en la nuca y su gran altura. A pesar de ello tiene forma humanoide, contrariamente a los terminators originales, los modelos T-1. Además, fue la primera línea que tuvo una cobertura de piel de caucho para pasar desapercibido, aunque aun así podía ser fácilmente detectado por soldados del Tech-Com. El T-600 fue interpretado por Chris Gann, y apareció por primera vez en Terminator Salvación (aunque existe una breve mención en la película original, de 1984). Su segunda aparición fue en la serie Terminator: Las crónicas de Sarah Connor.

### T-700
El T-700 fue el paso intermediario entre el T-600 y el T-800. Su endoesqueleto es idéntico al del T-800 pero es más oscuro y más alto de manera similar al T-600 y carecía del tejido orgánico visto en los T-800. Los T-700 aparecen en la central de Skynet siendo construidos junto con los T-800 en Terminator Salvation.

### T-800
El T-800 es el primer modelo de terminator más fuerte y resistente creado por Skynet y fue enviado para su primera misión de asesinato, matar a Sarah Connor, la cual fue un fracaso. Fue concebido como un asesino de infiltración, pero con el inicio de producción del T-1000 y los modelos posteriores, los modelos de la serie T-800 pasaron a ser soldados de infantería. Su diseño corrigió los defectos del T-600 y lo dotó de una endoestructura más pequeña y próxima a la talla humana, una mejor eficiencia y una inteligencia artificial mejorada. La construcción del endoesqueleto del T-800 dejó de lado el titanio para reemplazarlo con coltán, lo que lo hace resistente a temperaturas extremas. También puede hablar con normalidad e imitar voces humanas gracias a un modulador. El T-800 incorporó una novedosa cobertura externa conocida como tejido orgánico o tejido vivo que, a diferencia del T-600, lo hace más humano, ya que le permite sudar o sangrar de forma realista, haciendo que sólo los perros lo puedan detectar. El T-800 también sirvió de héroe en entregas posteriores de la franquicia enfrentándose con exterminadores superiores a él como el T-1000, la TX, el T-3000 y el Rev-9 logrando derrotarlos a través de distintos mecanismos. El T-800 fue interpretado por Arnold Schwarzenegger en casi todas las entregas de la saga exceptuando Terminator Salvation, donde fue interpretado por Roland Kickinger.

### T-850
El T-850 es un modelo mejorado de la serie T-800 cuya principal característica es un endoesqueleto más resistente a las armas de plasma de la resistencia, las cuáles dañaban a sus predecesores. El resto es exactamente igual (piel, estructura y condición física). El T-850 es más fácil de reparar, puede modificar parámetros de su programación en función del combate para una mejor respuesta, presenta mejoras en el sistema hidráulico otorgando más velocidad y resistencia y las células de energía de Iridium han sido reemplazadas por otras de hidrógeno más estables y de mayor longevidad (esto explica porqué en terminator 1 y 2 el terminator nunca explotó por haber sido aplastado en Terminator 1 y en Terminator 2 cuando se sumergió en el metal fundido) además de incluir la posibilidad de reiniciar el sistema de forma automática por parte del Terminator para prevenir daños en el sistema. El T-850 fue interpretado por Arnold Schwarzenegger en Terminator 3: La rebelión de las máquinas.

### T-888 (Cromartie)
El T-888, también conocido como Cromartie, es un modelo de la serie T-800 que incluye algunas leves mejoras con respecto a sus predecesores. Su endoesqueleto es similar al del T-800, sólo varía en su blindaje adicional en el torso, que garantiza mejor protección de sus baterías de hidrógeno y dos sierras cortantes soldadas a sus antebrazos para cortar cualquier superficie. El T-888 también es más pequeño que el T-800, lo que le permite un mejor camuflaje, que consiste en robar la piel de otra persona cuando la suya queda destruida completamente. Si es decapitado, pasa al modo de rastreo en lugar de apagarse, lo que le permite controlar su cuerpo a distancia. Además, su tejido orgánico posee ciertas mejoras, ya que es capaz de mantener un aspecto joven por décadas, sin envejecer. El T-888 fue interpretado por Garret Dillahunt en la serie Terminator: Las crónicas de Sarah Connor.

### T-900 (Cameron Phillips)
La T-900 (también conocida como Cameron Phillips) es un modelo desconocido de terminator femenino creado a la imagen de una combatiente del Tech-Com, Allison Young, capturada por Skynet e interrogada para extraerle toda su información, tanto personal como de la resistencia. Tiene un endoesqueleto muy resistente que incluye un reactor de plasma y un blindaje en su torso, lo que le da mayor rendimiento y fuerza. Posee habilidades mentales y de combate mucho más mejoradas que las de los modelos de la serie T-800. Es el único modelo de terminator que se ha observado que puede comer y llorar, aunque se desconoce si estas características están presentes en modelos anteriores y posteriores. Fue guardiana de John Connor defendiéndolo contra Cromartie (T-888) y otros modelos de la serie T-800 que habían sido enviados para asesinarlo. Cameron Phillips fue interpretada por Summer Glau en la serie Terminator: Las crónicas de Sarah Connor.

### T-1000
El T-1000 es un diseño de terminator creado enteramente de una aleación polimimética inteligente o metal líquido que es capaz de copiar cualquier objeto o arma punzocortante de su tamaño, incluyendo a una persona, ya que es capaz de copiar la textura de las superficies como la piel humana, pero debido al diseño con el que fue creado no puede transformarse en bombas o armas de fuego ya que este tipo de objetos contienen materiales y compuestos químicos. Al ser un terminator hecho completamente de una aleación polimimética inteligente se hace más difícil acabar con él utilizando armamento de fuego incluyendo el uso de granadas u otro tipo de explosiones, sin embargo es posible hacerlo si se sumerge en un estanque de metal derretido a alta temperatura o incluso bañarlo con ácido, esto haría que se desintegrara por completo haciendo imposible su reconstrucción nuevamente. El T-1000 fue interpretado por Robert Patrick y su primera aparición fue en Terminator 2: El juicio final. En la segunda aparición del modelo T-1000, en Terminator Génesis, fue interpretado por Byung-hun Lee y fue destruido al ser rociado con algún tipo de ácido, lo que hizo que las partículas de la aleación polimimética fuesen incapaces de mantenerse estables.

### T-1001 (Catherine Weaver)
La T-1001 también conocida como Catherine Weaver se considera un modelo mejorado de la serie T-1000 de sexo femenino. Sus características serían las mismas que las del T-1000, pero posee nuevas innovaciones como extender sus cuchillas por metros lo que le permite atrapar más fácilmente a su objetivo, actuar más rápidamente y formar un escudo de metal líquido en caso de que reciba ataques extremos como por ejemplo bombas. También su metal líquido se desplaza más rápido y en partes sólidas en contraste con el T-1000. Catherine Weaver fue interpretada por Shirley Manson en la serie Terminator: Las crónicas de Sarah Connor.

### T-3000 (John Connor)
El T-3000 es un modelo de terminator muy evolucionado creado por Skynet cuando atrapa a John Connor al mismo tiempo que enviaba a Kyle Reese a proteger a su madre. Lo convierte en un híbrido humano-cyborg nanotecnológico creado a partir de materia en fase máquina o materia en estado máquina que infecta humanos convirtiéndolos en cyborgs muy fuertes. El T-3000 se describió como que no es un humano, ni tampoco un terminator sino algo superior. El T-3000 al igual que el T-1000 no dispone de endoesqueleto, pero se diferencia de este en que su cuerpo está formado por partículas capaces de regenerarse bastante rápido y poder dividirse o reconstruirse nuevamente durante el combate. También puede desarrollar armas cortantes como el T-1000 y copiar a otras personas al igual que otros modelos. Es muy fuerte, resistente y difícil de manipular para terminators anteriores como le menciona el T-800 a Sarah Connor y Kyle Reese, ya que posee tácticas de combate muy mejoradas y puede actuar más rápidamente. A diferencia de modelos anteriores el T-3000 conserva su memoria y sentimientos humanos, por tanto no dispone de una CPU. Su punto débil son los campos magnéticos que son capaces de perturbar o inhabilitar la capacidad de regeneración del T-3000, debido a su habilidad de manipular sus partículas. Un campo magnético lo suficientemente fuerte puede destrozar al T-3000 por poco tiempo para retenerlo y si su cuerpo es expuesto a un campo magnético poderoso por un período continuo, el cyborg puede ser desintegrado y destruido en una explosión. El T-3000 fue interpretado por Jason Clarke en Terminator Génesis.

### T-5000
El T-5000 es un terminator usado por Skynet para representarse. Está formado de partículas ionizadas y puede teletransportarse o desaparecer haciéndose difícil encontrar una forma de acabar con él. Tiene la capacidad de infectar a humanos con materia en fase máquina o partículas convirtiéndolos en modelos T-3000 como lo hizo con John Connor. El T-5000 fue interpretado por Matt Smith en Terminator Génesis.

### T-X
La T-X, también conocida como terminatrix es el modelo de terminator más eficiente, dotada de mejoras y habilidades técnicas jamás vistas. Es también conocida por ser una «terminator de terminators», ya que también ha sido programada para exterminar otros organismos cibernéticos y poder controlar máquinas, vehículos y otros exterminadores mediante un hackeo. La T-X está formada de un endoesqueleto avanzado recubierto de aleación polimimética o metal líquido, que le permite alternar cualquier identidad sin recurrir al uso de tejidos y darle más resistencia. Su endoesqueleto metálico ha sido modificado íntegramente para conferirle un aire mucho más femenino, en contraste con el T-800, y una amplia gama de armamentos ocultos dentro de ella como un cañón de plasma, sierras y lanzallamas, lo que le permite llevar sus armas con ella adonde vaya. Las baterías de hidrógeno fueron sustituidas por un reactor de fusión, haciéndola más estable y, posiblemente, más duradera que los modelos de la serie T-800. La T-X fue interpretada por Kristanna Loken en Terminator 3: La rebelión de las máquinas.

### Rev-7
Los Rev-7 son unidades de combate utilizadas por "Legion" en su guerra contra la resistencia humana. Los Rev-7 comparten las mismas características compositivas con el Rev-9 como un endoesqueleto y un metal líquido compuesto de una aleación polimimética a base de carbono y poder dividirse en dos unidades. Los Rev-7 tienen un aspecto de monstruo con varios brazos y en ellos desarrollan cuchillas. Pueden ser destruidos fácilmente con armas de rayos y no tendrían las mismas cualidades y habilidades del Rev-9. Los Rev-7 aparecen en un recuerdo de lucha de Grace en Terminator Destino Oscuro.

### Rev-9
El Rev-9 es un exterminador mandado por Legion para acabar con la futura líder de la resistencia humana Daniela Ramos luego de que el supuesto líder John Connor fuese asesinado por un T-800 enviado por Skynet, pero que fracasó con dicho futuro. El Rev-9 está formado por un endoesqueleto recubierto de metal líquido combinando las mismas características del T-1000 y el T-800, sin embargo se diferencia de estos en que puede dividirse en dos unidades; una de endoesqueleto y otra de metal líquido, una habilidad nunca vista en modelos anteriores. La división en dos unidades le proporciona más ventaja en el combate. El metal líquido del Rev-9 está compuesto de una aleación polimimética a base de carbono, lo que lo hace más ligero y resistente que los exterminadores anteriores. Sin embargo la aleación polimimética puede presentar un problema, ya que puede ser destruida más fácilmente en una fuerte explosión dejando al endoesqueleto descubierto. El Rev-9 al igual que el T-1000 puede desarrollar cuchillas o espadas y copiar a otras personas. Pero también tiene otras características innovadoras como copiar prendas de vestir con solo tocarlas y alternar con ellas en cualquier momento, dar saltos largos y sobrenaturales, hablar otros idiomas que no sea exclusivamente inglés, e ingresar a servicios de vigilancia para obtener información sobre la ubicación de su objetivo. El Rev-9 es destruido por el T-800 de Skynet con la fuente de energía de Grace en una represa. El Rev-9 fue interpretado por Gabriel Luna en Terminator: Dark Fate.